# Xu Yanmei
Dans ce nom chinois, le nom de famille, Xu, précède le nom personnel.
Xu Yanmei est une plongeuse chinoise des années 1980 née le 9 février 1971 à Nankang.

## Carrière
Elle est sacrée championne olympique en plateforme à 10 mètres aux Jeux d'été de 1988 à Séoul. Elle remporte aussi la Coupe du monde de plongeon en 1989 et une médaille d'or aux Jeux asiatiques de 1990 à Pékin.
Elle intègre l'International Swimming Hall of Fame en 2000.